# Mala utva
Mala utva, monotipičan rod i vrsta ptice patkarice iz potporodice Thalassorninae, porodica Anatidae. Raširena je po nekim krajevima Afrike, i to između Čada i Senegala na zaopadu i JAR-a i Etiopije na istoku. Obuhvaća jednu jedinu vrstu Thalassornis leuconotus, ili mala utva s dvije podvrste, Thalassornis leuconotus leuconotus i  Thalassornis leuconotus insularis.